# Mike Stern
Mike Stern, rodným jménem Michael Sedgwick, (* 10. ledna 1953 Boston, Massachusetts) je americký jazzový kytarista. Svoji hudební dráhu odstartoval začátkem 80. let 20. století v ansámblech, které vedl trumpetista Miles Davis. Stern byl spoluhráčem takových jazzových ikon jako byli například: saxofonisté Stan Getz či Joe Henderson, baskytarista Jaco Pastorius, kytaristé Jim Hall nebo Pat Martino, saxofonisté Michael Brecker či David Sanborn. Vede také vlastní jazzové ansámbly.
Jeho nevlastní sestrou je herečka Kyra Sedgwick. Je ženatý s kytaristkou Leni Stern.
V roce 2012 vystoupil v Česku na Bohemia jazz festivalu spolu s baskytaristou Richardem Bonou, bubeníkem Davem Wecklem a saxofonistou Bobem Franceschinim. V roce 2018 zde vystoupil znovu ale tentokrát spolu s trumpetistou Randym Breckerem, bubeníkem Dennisem Chambersem a baskytaristou Tomem Kennedym.
Vystoupil také několikrát v Ostravě v klubu Fabric – 13. 5. 2008, 14. 4. 2011 a 27. 10. 2013.

## Diskografie
- Neesh (1983)
- Upside Downside (1986)
- Time in Place (1988)
- Jigsaw (1989)
- Odds or Evens (1991)
- Standards and Other Songs (1992)
- Is What It Is (1994)
- Between the Lines (1996)
- Give and Take (1997)
- Play (1999)
- Voices (2001)
- These Times (2004)
- Who Let the Cats Out? (2006)
- Big Neighborhood (2009)
- All over the place (2012)
- Trip (2017)
- Eleven (2019)